# Donore
Donore är en ort i republiken Irland.   Den ligger i grevskapet An Mhí och provinsen Leinster, i den nordöstra delen av landet, 40 km norr om huvudstaden Dublin. Donore ligger 62 meter över havet och antalet invånare är 692.
Terrängen runt Donore är platt. Runt Donore är det ganska tätbefolkat, med 60 invånare per kvadratkilometer. Närmaste större samhälle är Drogheda, 5,5 km nordost om Donore. Trakten runt Donore består till största delen av jordbruksmark.